# Rymosze (okręg wileński)
Rymosze (lit. Rimašiai) − wieś na Litwie, w okręgu wileńskim, w rejonie solecznickim, w gminie Paszki, 2 km na południowy zachód od Paszek, zamieszkana przez 42 ludzi. 

## Historia
W czasach zaborów wieś w okręgu wiejskim Stołgany, w gminie Dziewieniszki, w powiecie oszmiańskim, w guberni wileńskiej Imperium Rosyjskiego. W 1866 liczyła 104 mieszkańców w 7 domach, należała do dóbr Daubuciszki, własność Umiastowskich. Pod koniec XIX wieku wieś i zaścianek liczyły 98 mieszkańców.
W latach 1921–1945 wieś leżała w Polsce, w województwie wileńskim, w powiecie oszmiańskim, w gminie Dziewieniszki.
W 1931 w 19 domach zamieszkiwało 110 osób.
Wierni należeli do parafii rzymskokatolickiej w Dziewieniszkach. Miejscowość podlegała pod Sąd Grodzki w Holszanach i Okręgowy w Wilnie; właściwy urząd pocztowy mieścił się w Dziewieniszkach.